# Acanthocinus griseus
Acanthocinus griseus es una especie de escarabajo longicornio del género Acanthocinus, subfamilia Lamiinae. Fue descrita científicamente por Fabricius en 1793.
Se distribuye por Albania, Alemania, Armenia, Austria, Bélgica, Bielorrusia, Bosnia y Herzegovina, Bulgaria, China, Chipre, Córcega, Croacia, España, Estonia, Finlandia, Francia, Grecia, Hungría, Italia, Letonia, Lituania, Moldavia, Mongolia, Noruega, Polonia, Rumania, Rusia europea, Eslovaquia, Eslovenia, Suecia, Suiza, Chequia, Turquía, Ucrania y Yugoslavia. Mide 7-14 milímetros de longitud. El período de vuelo ocurre en los meses de abril, mayo, junio, julio, agosto, septiembre y octubre.

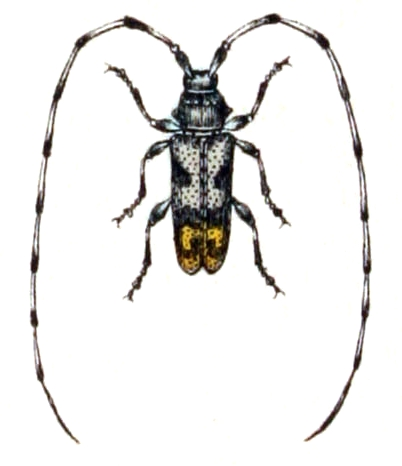
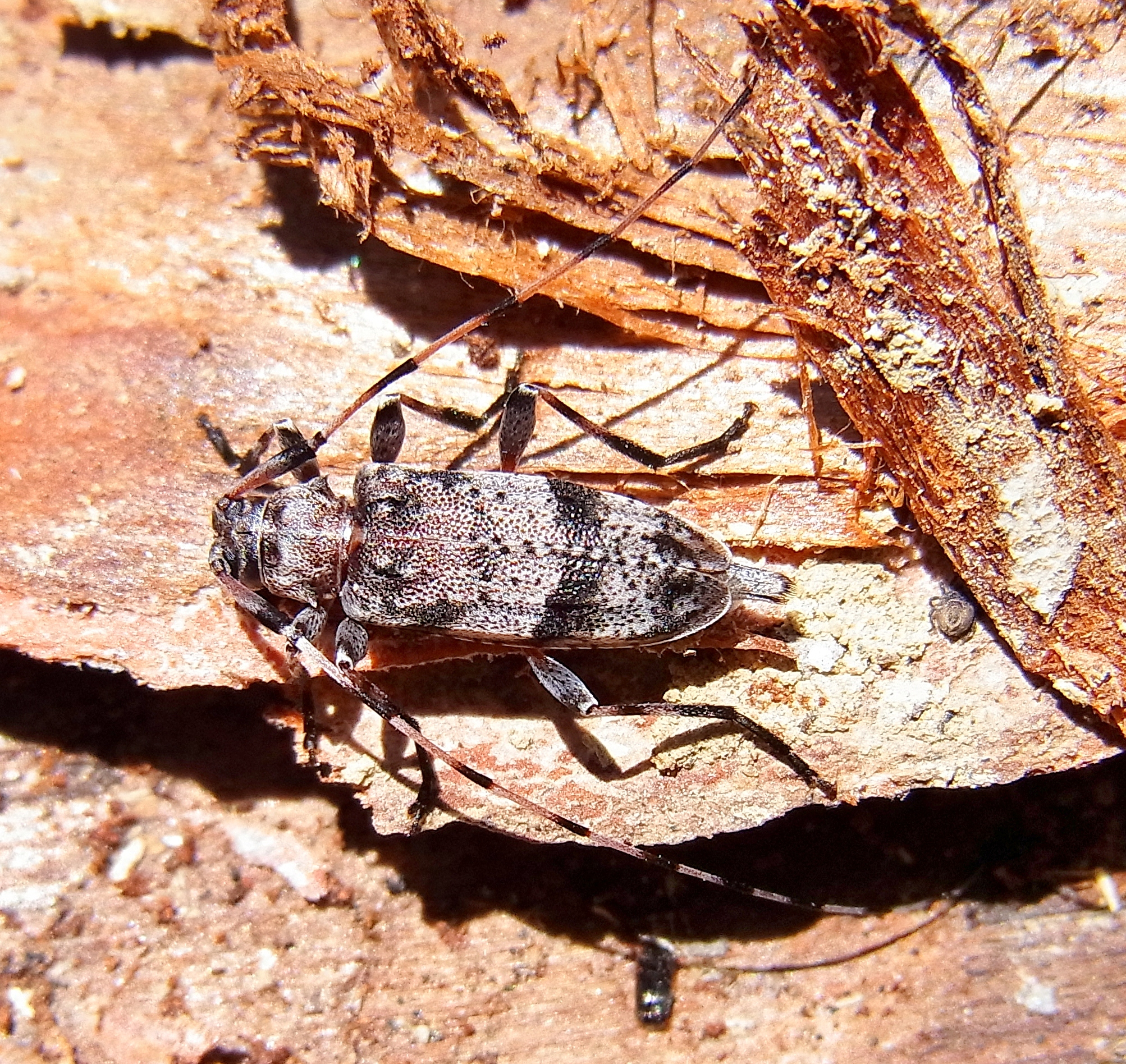
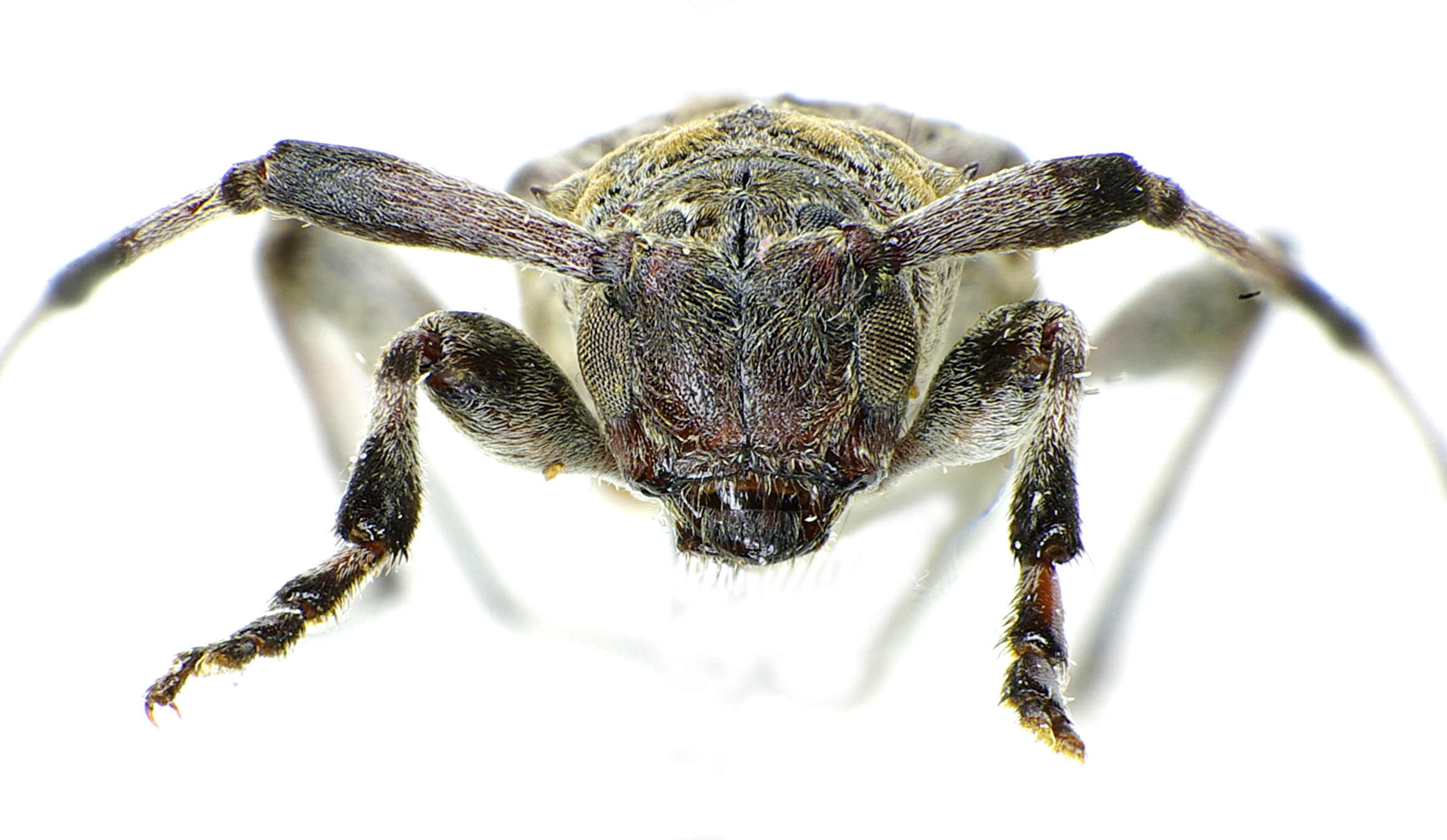